# Dermabrasion
Die Dermabrasion ist ein mechanisches Verfahren zur Abschleifung der Haut. Sie kann in folgenden Fällen angewendet werden:
- bei starker Verhornung der Haut (Hyperkeratose)
- Narben, die z. B. durch Unfälle oder Akne entstanden sind
- zur Entfernung oberflächlicher Tätowierungen
- bei Pigmentveränderungen (Farbveränderungen) der obersten Hautschichten
- bei gutartigen Hautveränderungen (z. B. Altersflecken)

An zu dünner Haut (z. B. im Bereich der Lider) kann die Dermabrasion nicht angewendet werden. Bei großflächigen Verbrennungen und sehr wulstigen Narben verspricht diese Behandlung auch keinen Erfolg.
Der Eingriff erfolgt in örtlicher Betäubung mit einer zusätzlichen Dämmerschlafnarkose. Er kann auch in Allgemeinnarkose durchgeführt werden.
Mit einem speziellen Schleifinstrument wird nur die oberste Hautschicht abgetragen. Darunter liegende Hautschichten bleiben erhalten. Nach der Behandlung wird die Wundheilung durch Auftragen eines Medikaments, das sich mit dem Wundsekret verbindet, unterstützt. Nach etwa acht bis zehn Tagen löst sich der Wundschorf. Der Wundschorf soll auf keinen Fall manuell abgelöst werden.
Die ersten drei bis sechs Monate nach der Behandlung ist die Haut gerötet. In dieser Zeit sollte der Patient auf Sonneneinstrahlung verzichten.